# Georg von Boeselager
Georg von Boeselager (25 de agosto de 1915 - 29 de agosto de 1944) foi um oficial alemão que serviu durante a Segunda Guerra Mundial. Foi condecorado com a Cruz de Cavaleiro da Cruz de Ferro.

## Condecorações
| Cruz de Ferro 2ª Classe               |
| Cruz de Ferro 1ª Classe               |
| Espadas nº 114 28 de novembro de 1944 |